# Forty Fort
Forty Fort är en borough i Luzerne County i nordöstra Pennsylvania. Befolkningen var år 2000 4 579. Forty Forts grannar är Kingston, Wyoming, och Swoyersville. Flygplatsen Wilkes-Barre Wyoming Valley Airport ligger inom kommunen och Susquehannafloden rinner genom den.

## Historia
Forty Fort är uppkallat efter en primitiv skans med samma namn, som byggdes av nybyggare från Connecticut i Wyomingdalen. Namnet kommer av att de första nybyggarna var fyrtio till antalet. Skansen var av betydelse vid tiden för slaget om Wyomingdalen 1778.